# Ma Bu
Der Ma Bu, auch Mabu (chinesisch 馬步 / 马步, englisch Horse stance – „Pferdeschritt, Pferdestellung; sinngemäß: Reiterstand“) ist im Japanischen als Kiba Dachi und im Koreanischen als Juchum seogi bekannt. In der vietnamesischen Kampfkunst wird es als Trung bin tan und in Indien als Kuda Kuda genannt. Es ist ein häufig genutzter Stand oder Grundstellung – auch Hauptposition genannt – in den verschiedenen Kampfkünsten. Entgegen der üblichen Auffassung, bestand der Sinn der Ma Bu ursprünglich nicht darin, die Beinmuskulatur zu stärken. Der eigentliche Gedanke bei dem Stand war es, sich hinter dem Gegner zu positionieren und diesen dann über die eigenen Beine zu Boden zu schieben.

## Stellung
Die allgemeine Ma Bu-Stellung in der chinesischen Kampfkunst (Wushu, Kung Fu) nennt man fachlich auch Sipengma – 四平馬. Um sich in den Ma Bu-Stand zu stellen, stellt man sich zuerst gerade hin, die Füße direkt aneinander. Dann verlagert man sein Gewicht auf die Fersen und die Zehen werden in einem Winkel von 45° nach außen gedreht. Man verlagert nun sein Gewicht auf die Fußballen und dreht die Fersen um 45° nach außen. Man wiederholt den ersten Schritt und dreht die Fußballen um weitere 45° nach außen. Im letzten Schritt dreht man die Fersen so weit, dass die Füße wieder parallel zueinander stehen. Es ist darauf zu achten, dass die Kniegelenke um möglichst genau 90° angewinkelt sind, die Fußspitzen nach vorne zeigen und der Rücken gerade ist.

### Verschiedene Grundstellungen
Die verschiedene Grundstellung findet sich wieder in den verschiedenen Schulen (Stilen) der Kampfkünste – insbesondere in den Kampfkünsten Asiens bzw. Ostasiens, beispielsweise in Taijiquan, Shaolin Quanfa, Hou Quan, Hong Quan, Wing Chun, Tangsoodo, Karate, Jeet Kune Do o. Ä.
- Sipengma[Anm. 5] – 四平馬, englisch Four Level Stance, alternativ Sipeng-Dama[Anm. 6] – 四平大馬, englisch Greater Four Level Stance

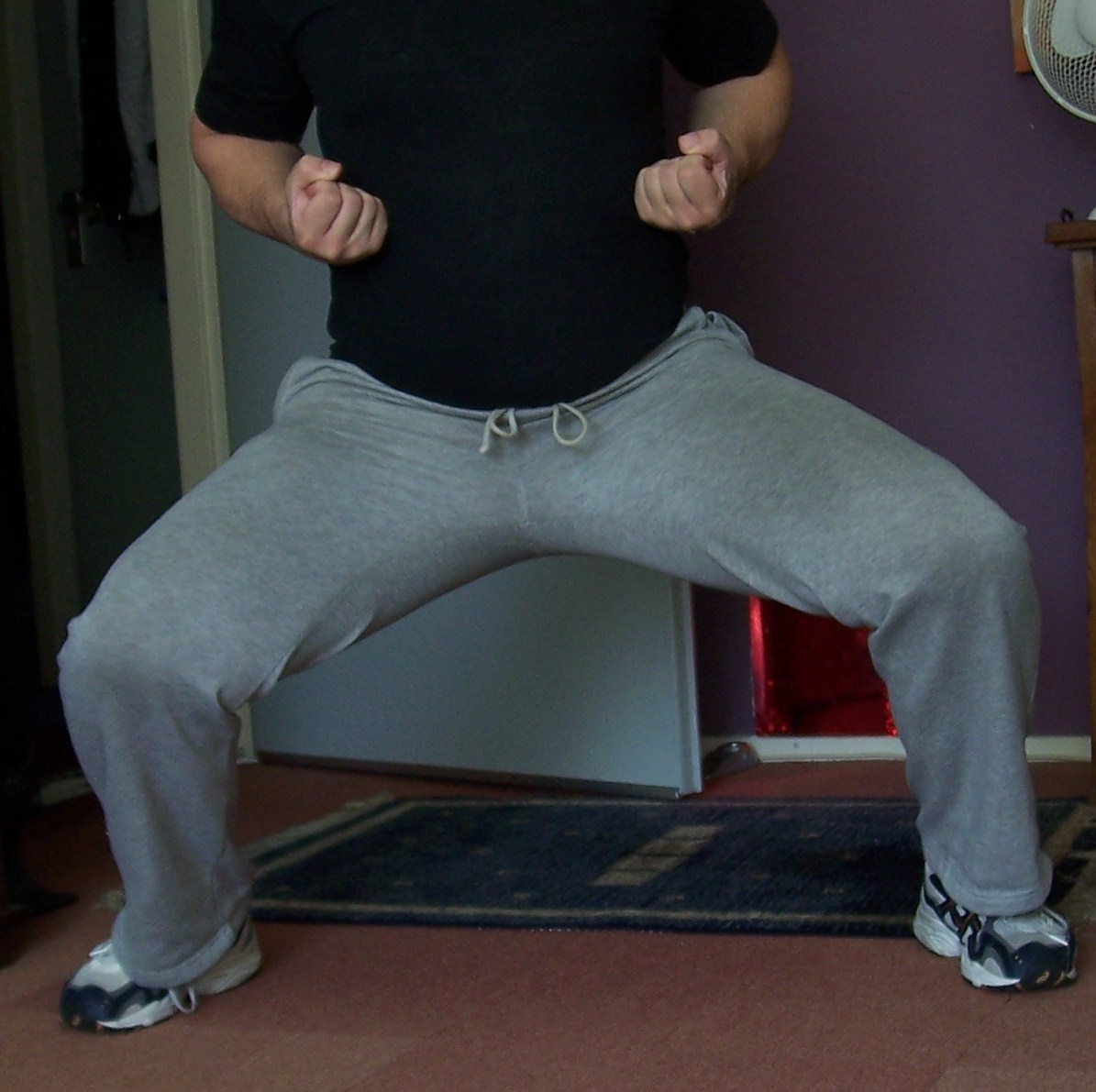
Allgemeiner „Ma Bu“ – Sipengma – 四平馬 – Kungfu, Unbekannt
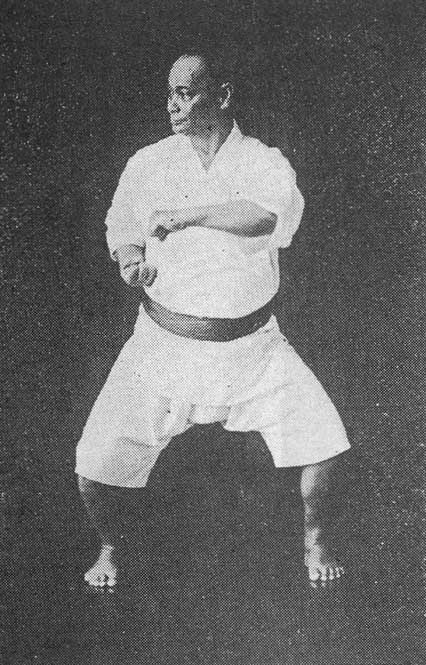
Klassische „Tachi“[Anm. 7] Naihanchi – ナイハンチ – Karate, Motobu Chōki
Parallele Fußstellung – vergleichbar mit Kiba-„Dachi“ – 騎馬立ち

- Erzi Qianyangma[Anm. 8] – 二字拑羊馬, englisch Goat Pinching Stance, Restraining Goat Stance, kurz Goat Stance[6][10]

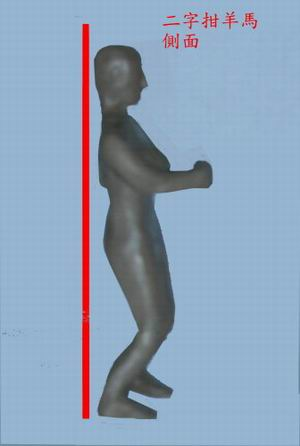
„Erzi Qianyangma“ – 二字拑羊馬 – Seite, Wing Chun Kungfu
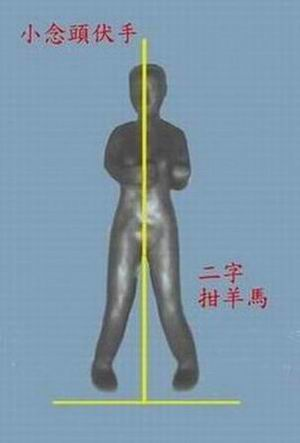
„Erzi Qianyangma“ – 二字拑羊馬 – Vorne, Wing Chun
Eingedrehte Fußstellung – vergleichbar mit Uchi-Hachiji-„Dachi“ – 内八字立ち